# 阿洛森
阿洛森，是西班牙卡斯蒂利亚-拉曼恰瓜达拉哈拉省的一个市镇。总面积18平方公里，总人口162人（2001年），人口密度9人/平方公里。